# Sagittario (F 565)
La Sagittario (distintivo ottico F 565) è stata una fregata lanciamissili della Marina Militare italiana, appartenente alla classe Lupo. In servizio dal 1978, nel 2005 fu messa in disarmo e quindi acquistata dal Perù, entrando quindi in servizio con la Marina de Guerra del Perú con il nome di BAP Quiñones (distintivo ottico FM-58).

## Servizio

### Sagittario

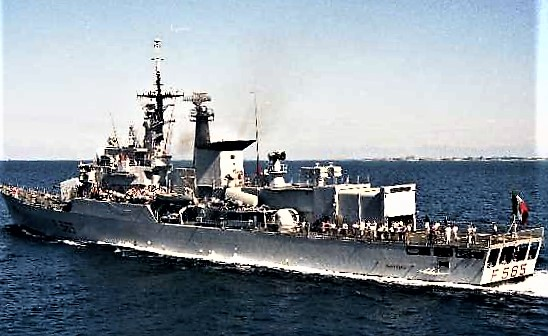
La Sagittario nel 1985

Costruita a Riva Trigoso, dove venne varata il 22 giugno 1977, è entrata in servizio il 18 novembre 1978.
La nave ha ricevuto la bandiera di combattimento a La Spezia il 29 marzo 1980, consegnata dalla sezione ANMI di Lerici. Il suo armamento artiglieresco era costituito da un singolo cannone 127/54 mm Compatto a prua e da un sistema CIWS Breda Dardo in due torrette binate. L'armamento missilistico era formato da un lanciamissile Sparrow armato con missili Aspide per la difesa antiaerea a medio raggio e dai missili Otomat/ Teseo per la difesa antinave, ed infine l'armamento silurante costituito da due lanciasiluri tripli ILAS-3 tipo MK 32 per siluri leggeri, con 12 siluri da 324mm del tipo A244.
A poppa era installato un hangar telescopico per un elicottero AB-212 ASW.
Dal settembre del 1982 ad aprile del 1984 la Sagittario ha partecipato, in vari turni a rotazione, alla missione di pace Italcon in Libano, fino al completamento del rientro di tutti i militari italiani ed i mezzi ancora residenti a Beirut.
Dal 26 luglio al 26 settembre 1988 ha preso parte all'Operazione Golfo 1, facendo poi ritorno nel golfo Persico dal 12 febbraio al 28 aprile 1991 in occasione della guerra del golfo prendendo parte all'Operazione Golfo 2.
L'unità ha avuto nel corso degli anni riammodernamenti soprattutto nell'elettronica di bordo, con il nuovo radar di superficie SPS-702 CORA e l'adozione del sistema satellitare SATCOM.
Nel corso degli anni 1990 la nave ha preso parte, durante le guerre jugoslave, all'operazione Sharp Guard.
L'unità ha fatto il suo ultimo ammainabandiera il 31 ottobre 2005 nella base di La Spezia.

### BAPQuiñónes

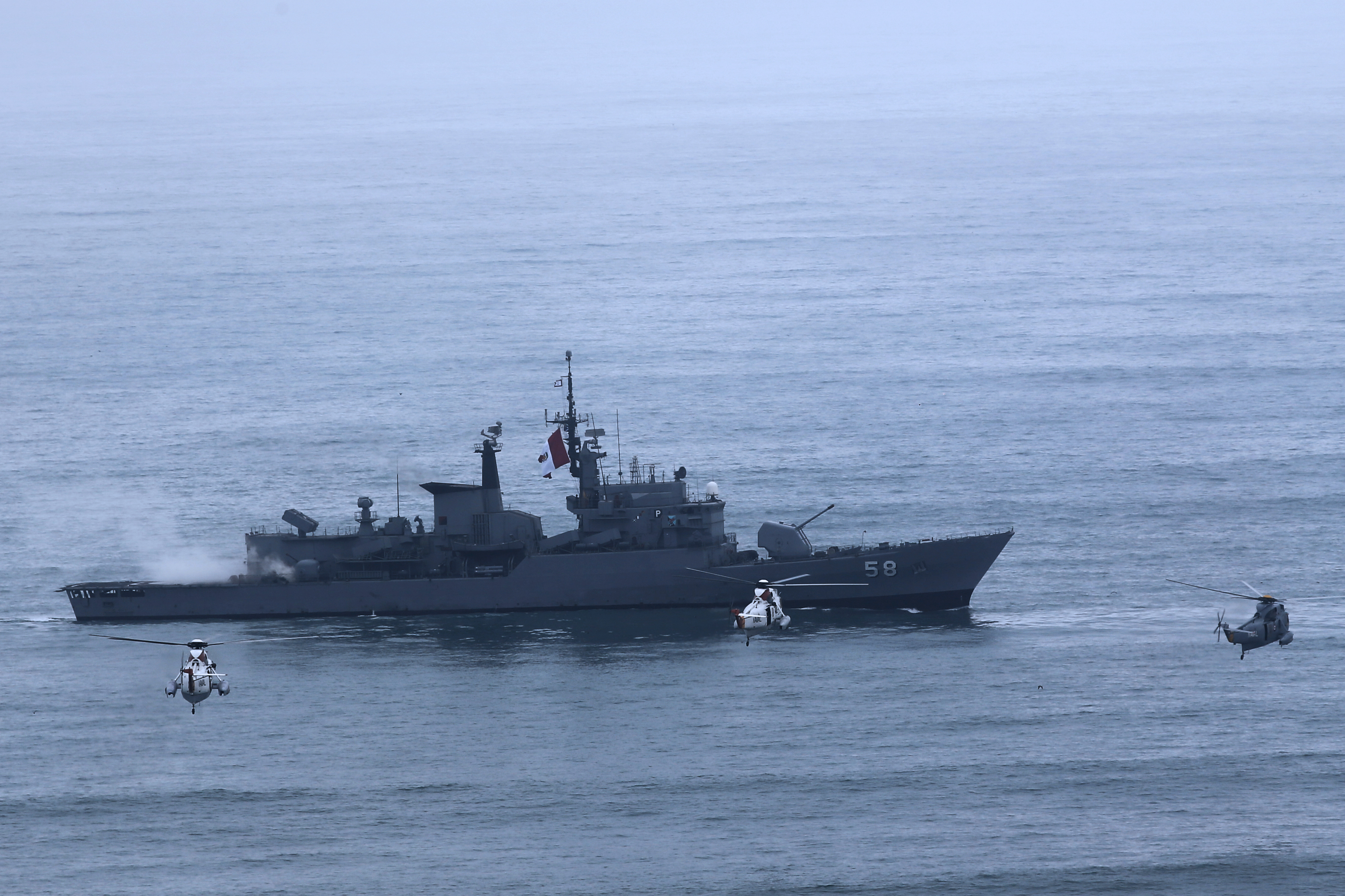
La fregata Quiñónes nel corso della parata aeronavale in occasione del 194 anniversario dell'indipendenza peruviana

Messa in disarmo alla fine del 2005, l'unità venne acquistata dal Perù insieme alla gemella Perseo per affiancare le unità che la Marina peruviana aveva acquisito tra gli anni 1970 e gli anni 1980; le altre gemelle Lupo e Orsa, messe in disarmo nel 2003 dalla Marina Militare italiana, erano state anche loro acquistate dal Perù nell'ambito di un programma di potenziamento della propria marina denominato Proyecto Castilla.
La nave, passata alla Marina peruviana il 23 gennaio 2006, quando il pabellón peruviano è stato innalzato per la prima volta a bordo dell'unità, è stata ribattezzata Quiñónes. Riammodernata dalla Fincantieri sotto la supervisione del personale peruviano, al termine dei lavori l'unità è partita verso la sua nuova base operativa di El Callao nel Pacifico, dove è giunta il 22 gennaio 2007. Ad accogliere l'unità nella sua nuova base c'era anche il Presidente della Repubblica Alan García Pérez.
Il nome Quiñones è stato dato in onore di José Abelardo Quiñones Gonzáles, eroe della guerra ecuadoriano-peruviana del 1941.